# Hemicycla gomerensis
Hemicycla gomerensis is een slakkensoort uit de familie van de Helicidae. De wetenschappelijke naam van de soort is voor het eerst geldig gepubliceerd in 1864 door Pierre Marie Arthur Morelet.